# Troldespringvandet

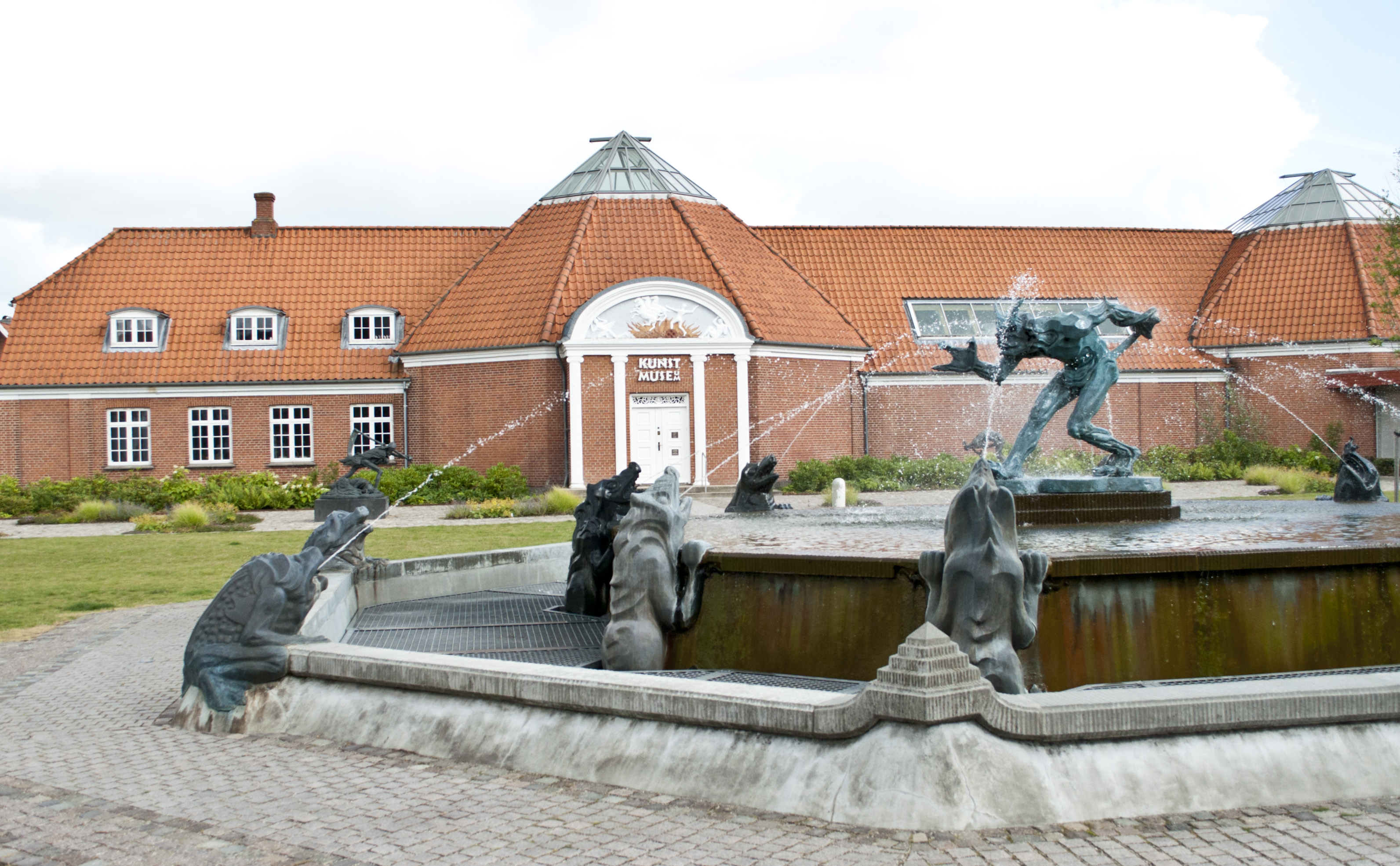
Troldespringvandet framför Vejen Kunstmuseum.

Troldespringvandet (Trollfontänen) är en fontän i Vejen i Danmark utförd av den danska skulptören Niels Hansen Jacobsen år 1923. Den skapades på beställning av stadens nybyggda dieseldrivna elverk, som utsmyckning av dess kylbassäng och har senare blivit en symbol för staden. 
Hansen Jacobsen lät tillverka en kopia i brons av sin skulptur Trold der lugter Kristenblod som han placerade i mitten av en bassäng omgiven av fyra vattensprutande paddor och åtta ödlor. Figurerna skulpterade han av  betong direkt på plats. Varmvattnet från elverkets turbiner leddes ut i fontänen  året runt och på vintern kunde  figurerna omges av dimma eller smyckas med stora istappar.

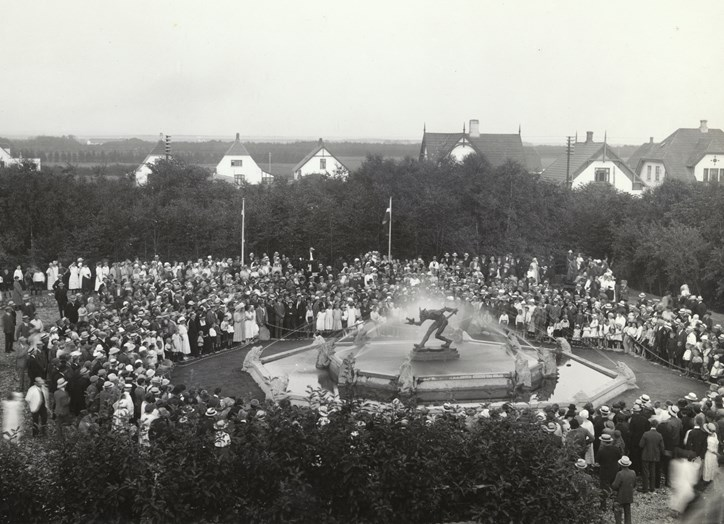
Invigningen den 13 juli 1923.

Betongskulpturerna har renoverats flera gånger men var efterhand bortom all räddning. De ersattes år 2009 av avgjutningar i brons med stöd från A.P. Møller og Hustru Chastine Mc-Kinney Mærsk Møllers Fond til almene Formaal och resten av fontänen renoverades med betong.
Elverket stängde på 1960-talet och sedan dess förses fontänen sommartid med vatten från en pump.